# مايلز غاريت
مايلز غاريت (بالإنجليزية: Myles Garrett)‏ هو لاعب كرة قدم أمريكية أمريكي، ولد في 29 ديسمبر 1995 في أرلينغتون في الولايات المتحدة.

## وصلات خارجية
- مايلز غاريت على موقع إي إس بي إن.كوم (أن.أف.أل)3
- مايلز غاريت على موقع مرجع كرة القدم المحترفة.كوم (الإنجليزية)
- مايلز غاريت على موقع كلية كرة القدم في سبورتس رفرنس.كوم (الإنجليزية)